# 富津館山道路

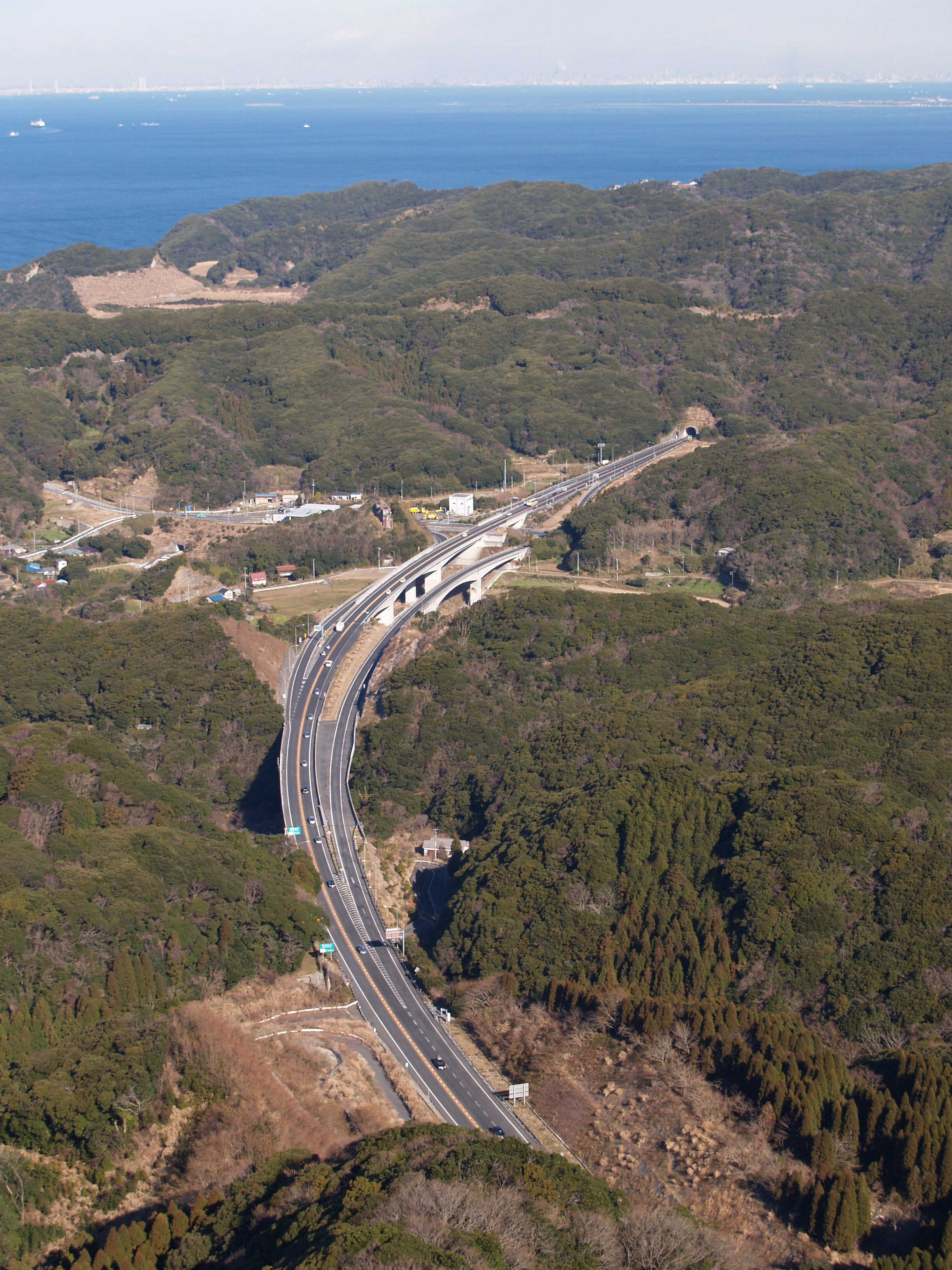
富津金谷インターチェンジ付近（2010年2月）

富津館山道路（ふっつたてやまどうろ、英語: FUTTSU-TATEYAMA ROAD）は、国道127号のバイパスとして千葉県の富津市と南房総市を結ぶ、東日本高速道路が管理する日本の高速道路（自動車専用道路）である。略称は富館道（ふったてどう）。
北側を館山自動車道、南側を国道127号館山バイパスに接続し、国土開発幹線自動車道における東関東自動車道館山線の予定路線区間を補完する役割を担っている、高速自動車国道に並行する一般国道自動車専用道路である。
高速道路ナンバリングによる路線番号は、京葉道路、館山自動車道とともに「E14」が割り振られている。

## 概要
- 起点 : 千葉県富津市竹岡（富津竹岡IC）
- 終点 : 千葉県南房総市富浦町深名（富浦IC）
- 全長 : 20.4 km
- 規格 : 第1種第3級
- 設計速度 : 80 km/h
- 最高速度：70 km/h
- 車線幅員 : 3.5 m
- 道路幅員 : 9 m - 11 m
- 車線数 : 2車線（完成4車線）

富津“館山”道路と称すものの、現在のところ終点は南房総市であり館山市内には入っていないが、千葉県の道路計画では富浦ICから南へ延伸して館山市に至り、地域高規格道路として構想中の館山・鴨川道路に接続する予定がある。千葉県が2021年6月に公表した『千葉県広域道路交通ビジョン』には、整備済みの富津館山道路、館山自動車道に加え、構想中の館山・鴨川道路や鴨川・大原道路、一部区間で整備が進む茂原・一宮・大原道路を含めた5路線が一体となって、房総半島南部を周遊する道路構想が記載されている。
開通当時はインターチェンジ付近を含む全区間が暫定2車線となっていたが、追い越しのため富山PA前後区間の4車線化工事を行い、2008年（平成20年）4月24日に完成した。また、その後の交通量が1日1万台を超えて推移し、主に休日の上り線で金谷第一トンネルを先頭とする渋滞が多発した事から、2019年（平成31年）3月にはNEXCO東日本が国土交通相から富津竹岡IC - 富津金谷IC間の一部区間（延長約3.4 km）の付加車線設置の事業認可を取得。同年9月には国土交通省が社会資本整備審議会道路分科会の国土幹線道路部会を開催し、渋滞状況や事故防止等の観点から、富津館山道路の全線を含む全国122の暫定2車線区間を4車線拡幅に向けた優先整備区間として選定。2024年（令和6年）3月には富津竹岡IC - 鋸南保田IC間（延長6.8 km）を準備調査候補箇所として選定した。
こうした動きを受け千葉県は、2021年（令和3年）7月に環境影響評価手続きの計画段階環境配慮書および都市計画決定手続の前段階となる構想段階評価書を公表すると共に、翌8月には道路整備に対する地域住民の理解を深めるべく沿線自治体において事業説明のためのオープンハウスを開催している。
ETC割引制度の対象道路ではなかったが、2007年（平成19年）8月20日から2009年（平成21年）3月19日までは社会実験による通勤割引・深夜割引の導入が行われた。2009年（平成21年）3月28日からは生活対策に基づく、高速自動車国道等への休日特別割引、一般有料道路への時間帯割引の導入が行われている。

## 歴史
- 1999年（平成11年）3月27日 : 富津竹岡IC - 鋸南富山IC開通[10]。
- 2004年（平成16年）5月29日 : 鋸南富山IC - 富浦IC開通。これにより全線開通。
- 2008年（平成20年）4月24日 : 富山PA前後区間が4車線化。
- 2019年（平成31年/令和元年）
  - 3月29日 : 富津竹岡IC - 富津金谷IC間の一部において、国土交通省より4車線化の事業許可を受ける[11]。
  - 9月4日 : 国土交通省が富津館山道路の全線（富津竹岡IC-富浦IC間）を10 - 15年後を目処に4車線化する優先整備区間に選定する方針を発表[12][13][14]。
- 2023年（令和5年）12月7日 : 富津金谷ICがETC専用に変更[15]。
- 2024年（令和6年）
  - 3月1日：国土交通省が4車線化優先整備区間のうち、2024年度に新たに4車線化準備調査に着手する候補箇所として富津竹岡IC - 鋸南保田IC（延長6.8 km）を選定[16]。
  - 3月27日：富津竹岡IC - 鋸南保田IC（延長6.8 km）において、国土交通省より4車線化準備調査の事業許可を受ける[17]。

## インターチェンジなど
- 全区間千葉県内に所在。
- IC番号欄の背景色が■である部分については道路が供用済みの区間を示している。また、施設名欄の背景色が■である部分は施設が供用されていない、または完成していないことを示す。未供用施設の名称は仮称である。
- スマートインターチェンジ (SIC) 等のETC専用ICは背景色■で示す。
- BSのうち、○/●は運用中、◆は休止中の施設。無印はBSなし。

| IC 番号                   | 施設名                          | 接続路線名              | 一之江橋 から (km) | BS | 備考                                                          | 所在地        |
| ------------------------- | ------------------------------- | ----------------------- | ------------------ | -- | ------------------------------------------------------------- | ------------- |
| E14 館山自動車道 千葉方面 |                                 |                         |                    |    |                                                               |               |
| 20                        | 富津竹岡IC                      | 県道91号竹岡インター線  | 87.1               |    |                                                               | 富津市        |
| 21                        | 富津金谷IC                      | 県道237号浜金谷停車場線 | 91.2               |    |                                                               | 富津市        |
| 22                        | 鋸南保田IC                      | 県道34号鴨川保田線      | 94.9               |    | ETC2.0搭載車限定で 道の駅保田小学校への一時退出実験実施中     | 安房郡 鋸南町 |
| 23                        | 鋸南富山IC                      | 県道184号外野勝山線     | 98.1               |    |                                                               | 安房郡 鋸南町 |
| -                         | 富山PA ハイウェイオアシス富楽里 | -                       | 100.0              | ○  | ハイウェイオアシスのみ営業 「富山PA」部分は2030年度開設予定。 | 南房総市      |
| 24                        | 富浦IC                          | 国道127号（現道）       | 106.3              |    |                                                               | 南房総市      |
| 館山バイパス 館山方面     |                                 |                         |                    |    |                                                               |               |

- キロポストは京葉道路一之江橋西詰から、IC番号は同篠崎ICから連続している。

## 路線状況

### 車線・最高速度
| 区間                | 車線   | 車線   | 車線   | 最高速度 | 備考  |
| 区間                | 上下線 | 上り線 | 下り線 | 最高速度 | 備考  |
| ------------------- | ------ | ------ | ------ | -------- | ----- |
| 富津竹岡IC - 富山PA | 2      | 1      | 1      | 70 km/h  | ※1 ※2 |
| 富山PA付近          | 4      | 2      | 2      | 70 km/h  |       |
| 富山PA - 富浦IC     | 2      | 1      | 1      | 70 km/h  | ※1 ※2 |

- ※1 :  暫定2車線
- ※2 : 富津竹岡IC - 富浦IC間の全線は4車線化優先整備区間[12][13][14]

### 主なトンネルと橋の一覧
- 竹岡第一トンネル（富津竹岡IC - 富津金谷IC）159 m
- 竹岡第二トンネル（富津竹岡IC - 富津金谷IC）430 m
- 金谷第一トンネル（富津竹岡IC - 富津金谷IC）826 m
- 金谷第二トンネル（富津竹岡IC - 富津金谷IC）352 m
- 鋸山トンネル（富津金谷IC - 鋸南保田IC）1,551 m
- 元名トンネル（富津金谷IC - 鋸南保田IC）133 m
- 保田トンネル（富津金谷IC - 鋸南保田IC）219 m
- 大帷子（おおかたびら）トンネル（鋸南保田IC - 鋸南富山IC）481 m
- 吉浜トンネル（鋸南保田IC - 鋸南富山IC）136 m
- 大吉トンネル（鋸南保田IC - 鋸南富山IC）322 m
- 中佐久間トンネル（鋸南保田IC - 鋸南富山IC）428 m
- 下佐久間トンネル（鋸南富山IC - 富山PA）410 m
- とみやまトンネル（富山PA - 富浦IC）1,439 m
- 富浦トンネル（富山PA - 富浦IC）580 m
- 枇杷山トンネル（富山PA - 富浦IC）453 m

### トンネルの数
| 区間名                  | 上り線 | 下り線 |
| ----------------------- | ------ | ------ |
| 富津竹岡IC - 富津金谷IC | 4      | 4      |
| 富津金谷IC - 鋸南保田IC | 3      | 3      |
| 鋸南保田IC - 鋸南富山IC | 4      | 4      |
| 鋸南富山IC - 富山PA     | 1      | 1      |
| 富山PA - 富浦IC         | 3      | 3      |
| 合計                    | 15     | 15     |

- 暫定2車線の対面通行であるためトンネルは上下線各1本ずつ。

## 交通量
24時間交通量（台） 道路交通センサス
| 区間                    | 平成11（1999）年度 | 平成17年（2005年）度 | 平成22年（2010年）度 | 平成27年（2015年）度 | 令和3（2021）年度 |
| ----------------------- | ------------------ | -------------------- | -------------------- | -------------------- | ----------------- |
| 富津竹岡IC - 富津金谷IC | 2,710              | 4,855                | 9,151                | 9,680                | 10,740            |
| 富津金谷IC - 鋸南保田IC | 2,886              | 5,142                | 9,120                | 9,602                | 10,448            |
| 鋸南保田IC - 鋸南富山IC | 2,898              | 4,970                | 8,440                | 8,973                | 09,563            |
| 鋸南富山IC - 富浦IC     | 調査当時未開通     | 4,480                | 7,496                | 7,949                | 08,085            |

（出典：「平成17年度道路交通センサス一般交通量調査結果」（関東地方整備局ホームページ）・「平成22年度道路交通センサス」・「平成27年度全国道路・街路交通情勢調査」・「令和3年度全国道路・街路交通情勢調査」（国土交通省ホームページ）より一部データを抜粋して作成）
総交通量（2009年（平成21年）度）
- 1日平均 : 1万3842台

料金収入（2009年（平成21年）度）
- 1日平均 : 398万9000円

### 通過する自治体
- 千葉県富津市 - 安房郡鋸南町 - 南房総市